# 1992年アルベールビルオリンピックのニュージーランド選手団
1992年アルベールビルオリンピックのニュージーランド選手団（1992ねんアルベールビルオリンピックのニュージーランドせんしゅだん）は、1992年2月8日から2月23日までフランスのサヴォワ県アルベールヴィルで開催された1992年アルベールビルオリンピックのニュージーランド選手団、およびその競技結果。

## 概要
今大会は銀メダル1個を獲得した。
ニュージーランド選手団は、1952年オスロオリンピックに初参加してから2度の不参加を挟み、冬季オリンピック9度目の出場となった今大会のアルペンスキーで、アンネリーズ・コバーガーが女子回転で銀メダルを獲得し、ニュージーランドに冬季オリンピック初のメダルをもたらすと同時に南半球に冬季オリンピック初のメダルをもたらした。

## メダル
| メダル | 選手名                   | 競技           | 種目     |
| ------ | ------------------------ | -------------- | -------- |
| 銀     | アンネリーズ・コバーガー | アルペンスキー | 女子回転 |